# Q & A
Q & A és una pel·lícula estatunidenca de 1990, dirigida per Sidney Lumet. Protagonitzada per Nick Nolte, Timothy Hutton, Armand Assante, Patrick O'Neal, Paul Calderon. Està basada en la novel·la d'Edwin Torres.

## Argument
Al mig dels carrers dominats per l'odi, la corrupció i la violència, sorgeix Brennan (Nick Nolte), un oficial que és tota una llegenda entre les forces policials de Nova York i que utilitza mètodes poc ortodoxos. Després de matar a sang freda a un lladre de poca volada, al·lega que ha estat en defensa pròpia. De la investigació del cas s'encarrega Reilly (Hutton), l'ajudant del fiscal del districte, un idealista. La innocència de Brennan resulta difícil de provar, sobretot quan uns testimonis claus apareixen assassinats. Tot sembla apuntar que algú està tractant d'encobrir Brennan. Simple rutina, Però Reilly descobreix una mica més.

## Repartiment
- Nick Nolte: 	Capità Michael Brennan
- Timothy Hutton: Ajudant Fiscal Aloysius 'Al' Francis Reilly
- Armand Assante: 	Roberto 'Bobby Tex' Texador
- Patrick O'Neal: Kevin Quinn
- Lee Richardson: 	Leo Bloomenfeld
- Luis Guzmán: Detectiu Luis Valentin
- Charles S. Dutton: Detectiu Sam 'Chappie' Chapman
- Jenny Lumet: Nancy Bosch / Mrs. Bobby Texador
- Dominic Chianese: Larry Pesch / Vito / Lorenzo Franconi
- Leonardo Cimino:	Nick Petrone
- Fyvush Finkel: Preston Pearlstein
- Gustavo Brens: Alfonse Segal
- Martin E. Brens: Armand Segal

## Premis i nominacions

### Nominacions
- 1991. Globus d'Or al millor actor secundari per Armand Assante

## Rebuda
Roger Ebert va donar tres estrelles i mitja sobre quatre i va escriure, "És fascinant la manera com aquesta pel·lícula funciona tan bé com un thriller en un nivell, mentre que en uns altres nivells investiga sentiments secrets". En la seva ressenya pel The New York Times, Vincent Canby va escriure, "Grans petites escenes n'eclipsen de més grans, de més importants. Els personatges arriben i desapareixen a tota velocitat. Mirar la pel·lícula és una passejada que entreté, però quan s'acaba és difícil de recordar on has estat, exactament".